# Lonicera inconspicua
Lonicera inconspicua là một loài thực vật có hoa trong họ Kim ngân. Loài này được Batalin mô tả khoa học đầu tiên năm 1895.